# Laevens 1
Laevens 1 (o PSO J174.0675-10.8774) è un oggetto di natura non definita, considerato un debole ammasso globulare o in alternativa una galassia nana satellite della Via Lattea. È situato nella costellazione del Cratere alla distanza di 145 kpc (circa 470.000 anni luce) dalla Terra.
È stato scoperto nel 2014 con l'analisi dei dati del telescopio statunitense Pan-STARRS 1 3π Survey.
Essendo distante 470.000 anni luce sarebbe il più lontano ammasso globulare della Via Lattea conosciuto, localizzato nell'alone galattico. Leavens 1 ha un'età stimata in soli 7,5 miliardi di anni e quindi è verosimile che sia stato incorporato dalla nostra galassia ben dopo la formazione della Via Lattea e probabilmente nel corso di un'interazione con la Grande Nube di Magellano.
Sulla natura di Laevens 1 non vi è accordo in quanto considerato in alternativa una galassia nana a causa della presenza nel suo interno di una manciata di stelle supergiganti blu ed uno scarso numero di ammassi di giganti rosse. Proprio la presenza di popolazioni di questo tipo implica che vi è stata una recente attività di formazione stellare, intorno a 400 milioni di anni fa, la qual cosa è piuttosto atipica per un ammasso globulare che è composto principalmente da vecchie stelle e a bassa metallicità.
Leavens 1 orbita intorno alla Via Lattea approssimativamente alla stessa distanza di altre galassie nane estremamente poco luminose come Leo IV e Leo V. Pertanto tutte e tre potrebbe essere state parte di uno stesso gruppo prima di essere intercettate dall'alone galattico della Via Lattea.